# (13045) Vermandere
(13045) Vermandere est un astéroïde de la ceinture principale.

## Description
(13045) Vermandere est un astéroïde de la ceinture principale. Il fut découvert le 16 août 1990 à La Silla par Eric Walter Elst. Il présente une orbite caractérisée par un demi-grand axe de 2,56 UA, une excentricité de 0,09 et une inclinaison de 0,7° par rapport à l'écliptique.

## Compléments